# Quercia di Santajusta
La Quercia di Santajusta o di Santajusta alla Melara, detta anche la Grande Quercia, era un albero monumentale situato nell'agro di Lucera nella contrada Fontanelle, dominato dalla vicina presenza della Fortezza Svevo Angioina.
La quercia, un esemplare di roverella (Quercus pubescens),  aveva, al momento dello sradicamento, un'età stimata di 900 anni, era alta 30 m e aveva una circonferenza del tronco misurato ad un metro da terra di 6,30 m.
La quercia era finita negli ultimi anni all'attenzione del WWF pur restando di proprietà privata.

## Tra storia e leggenda
La quercia prende il nome dal protagonista a cui è intitolato il romanzo storico dello scrittore Alfredo Pitta (Lucera 1875 - Roma 1952), il quale racconta le gesta del marchese Federigo (o Drigo) di Montecorvino, detto "Santajusta", il prototipo del cavaliere "giusto", una sorta di Robin Hood italiano, che come nelle leggende inglesi rubava ai ricchi, ossia ai signori francesi, per dare ai poveri, i lucerini angariati dai nuovi padroni d'oltralpe. Il romanzo è ambientato in gran parte a Lucera, nel periodo immediatamente successivo alla sconfitta e morte di Manfredi, erede di Federico II di Svevia: nel periodo federiciano, la città di Lucera era abitata prevalentemente da coloni saraceni, deportati dalla Sicilia dove avevano costituito una temibile enclave nella regione montuosa centro occidentale dell'isola, da cui partivano per incursioni e saccheggi. Tuttavia, costoro, una volta trapiantati in Capitanata, con il tempo divennero fedeli e irriducibili sudditi dell'imperatore svevo, tanto che, dopo la Battaglia di Benevento e la resa della città agli Angioini, ormai vincitori, dopo poco tempo iniziarono a cospirare in favore dell'ultimo erede degli Svevi. L'Autore immagina che un nutrito gruppo di essi si dia alla macchia nei rigogliosi boschi che in quei tempi circondavano la città: questi saraceni, uniti ad altri ghibellini cristiani sbandati, detti i "Maimoni", sono guidati, appunto, dal cavaliere Santajusta. All'inizio del romanzo di Pitta, uno dei principali luoghi di ritrovo di questi fuorilegge legittimisti, è proprio la quercia della Melara, all'epoca già centenaria. La parte più avvincente del romanzo è ambientata durante l'assedio del 1268-69: dopo la Battaglia di Tagliacozzo, e la tragica morte di Corradino a Napoli, Santajusta e i suoi si asserragliano nella città approntando le difese, resistendo disperatamente al lungo assedio di re Carlo I d'Angiò, fino alla tragica resa finale del 27 agosto 1269. 
Nell'immaginario popolare, e data l'antichità della quercia, si ritiene che alla sua ombra riposasse l'imperatore Federico II, nelle pause delle sue frequenti battute di caccia.

## Triste epilogo, morte e vandalismo
Il 16 dicembre 2011, al termine di un periodo di gravissimo deperimento dovuto all'attacco dei parassiti e probabilmente anche all'incuria umana, la quercia viene sradicata e abbattuta da fortissime raffiche di vento
Nella sera del 29 aprile 2012, degli ignoti appiccarono il fuoco alla quercia secolare, di cui rimasero pochi resti fumanti.